# Chef der Heeresrüstung und Befehlshaber des Ersatzheeres
Chef der Heeresrüstung und Befehlshaber des Ersatzheeres (kurz: Chef H Rüst u BdE) war eine Dienststelle der deutschen Wehrmacht. Sie unterstand unmittelbar dem Oberkommando des Heeres (OKH). 

## Gliederung
Neben dem Stab und diversen Waffeninspekteuren der Truppenteile, wie beispielsweise dem Inspekteur der Panzertruppe, umfasste die Dienststelle im Wesentlichen das Allgemeine Heeresamt (AHA), das Heereswaffenamt (HWA) und das Heeresverwaltungsamt (HVA). Weitere wesentliche Aufgabe war die Führung des Ersatzheers.

## Geschichte

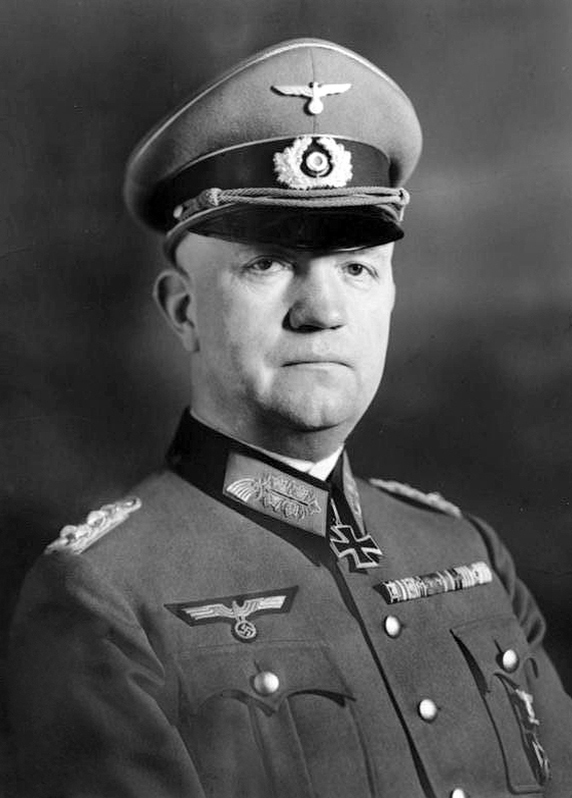
Chef H Rüst u BdE war von 1939 bis 1944 Friedrich Fromm (Foto 1940)

Am 26. August 1939 wurde General Joachim von Stülpnagel der Chef, blieb es jedoch nur wenige Tage, da er Hitlers Kriegspolitik als Katastrophe bezeichnet hatte. Am 31. August 1939, also unmittelbar vor dem deutschen Überfall auf Polen, der den Zweiten Weltkrieg auslöste, wurde General Friedrich Fromm (Bild) zum neuen Befehlshaber des Ersatzheeres und Chef der Heeresrüstung ernannt. Er blieb dies bis zum 20. Juli 1944, als er in Zusammenhang mit dem von Claus Schenk Graf von Stauffenberg verübten Umsturzversuch verhaftet wurde. Noch am selben Tag wurde der Reichsführer SS Heinrich Himmler zum neuen Chef der Heeresrüstung und Befehlshaber des Ersatzheeres und blieb es bis April 1945. Ab dem 7. Januar 1945 galt statt „Befehlshaber“ die Bezeichnung „Oberbefehlshaber“.